# A.R. ケイン
A.R. ケイン（A.R. Kane）は、イギリスの音楽デュオ。1986年、アレックス・アユリとルディ・タンバラの2人で結成。同年にシングル「When You're Sad」でデビュー。1987年にはカラーボックスのメンバーらとの別プロジェクト、M/A/R/R/Sで1回限りのシングル「パンプ・アップ・ザ・ヴォリューム」を発表。全英シングルチャートで1位を記録する大ヒットを記録した。
その後、1994年の解散までに3枚のアルバムと数枚のEPをリリースした。
2015年、タンバラは、新旧の協力者を集めたA.R.ケインの準再編が、その年のうちに「#A.R.ケイン」名義で、アユリの関与なしで行われると発表した。2018年、この復活したバンド（ルディ・タンバラとマギー・タンバラ、ギタリストのアンディ・テイラーをフィーチャー）は、「先進的な再ブランディング」の一環として、ユーブル（Jübl）へと改名した。
2023年のアルバムのリマスター盤リリースと同時期に、タンバラがA.R.ケインとしてロンドンのザ・ソーシャルとカフェ・オトで2回のライブを行った。

## ディスコグラフィ

### アルバム
- 69 (1988年、Rough Trade)
- 『i (アイ)』 - i (1989年、Rough Trade)
- New Clear Child (1994年、Luaka Bop)

### コンピレーション・アルバム
- Americana (1992年、Luaka Bop/Sire)
- Complete Singles Collection (2012年、One Little Indian)
- A.R. Kive (2023年、Rocket Girl) ※2xLP & 12インチEP ボックスセット

### EP
- Lollita (1987年、4AD)
- Up Home! (1988年、Rough Trade)
- Love-Sick (1988年、Rough Trade)
- rem"i"xes (1990年、Rough Trade Deutschland)
- A Love from Outer Space (1992年、Luaka Bop/Sire)

### シングル
- "When You're Sad" (1986年)
- "Baby Milk Snatcher" (1988年)
- "Listen Up!" (1988年)
- "Pop" (1989年)
- "Crack Up" (1990年)
- "Sea Like a Child" (1994年)